# آدرین پروست
آدرین پروست (فرانسوی: Adrien Proust‎؛ ‏ ۱۸ مارس ۱۸۳۴ – ۲۶ نوامبر ۱۹۰۳) پزشک، استاد دانشگاه، و آسیب‌شناس اهل فرانسه بود.

## زندگینامه
آدرین پروست در ۱۸ مارس ۱۸۳۴ در شهرک ایلیه در ۱۲۰ کیلومتری جنوب غربی پاریس به دنیا آمد، برای تحصیل پزشکی راهی پاریس شد. در سال ۱۸۶۲، رساله دکتری خود را دربارهٔ «هواجنبی ناشناخته» نوشت و چهار سال بعد نیز با دفاع از رساله «گونه‌های مختلف سکته معزی» در آزمون استادی دانشگاه پذیرفته شد.
او در همان موقع، بر روی بیماری‌های مسری نیز تحقیق می‌کرد و علاوه بر استادی دانشگاه و ریاست قدیمی‌ترین بیمارستان پاریس، مأمور بین‌المللی در زمینه بهداشت نیز بود. همچنین سرپرستی انتشار کتاب‌های بهداشت پزشکی را در یک انتشاراتی برعهده گرفته بود و در سال ۱۸۷۹ نیز به عضویت آکادمی ملی پزشکی فرانسه درآمد.
آدرین پروست مدتی نیز ریاست این آکادمی را عهده‌دار بود و در سال ۱۸۹۲ نیز نشان لژیون دونور را دریافت کرد. او در نیمه دوم قرن نوزدهم، یکی از بزرگ‌ترین پژوهشگران اروپا در زمینه فاصله‌گذاری اجتماعی، قرنطینه و حائل‌های بهداشتی به‌شمار می‌رفت.
دوره‌ای که آدرین پروست می‌زیست، «دوره طلایی» همه‌گیری‌ها بود: طاعون، وبا، تب زرد و… یکی پشت دیگری هزاران کشته برجای می‌گذاشت.
ژان ایو تادیه، استاد ادبیات فرانسه سوربن پاریس و نویسنده کتاب حجیم و دوجلدی زندگینامه مارسل پروست، از پدر این نویسنده به عنوان «جغرافی‌دان همه‌گیری‌ها» نام برده که «مسیرهای جدید همه‌گیری‌های بزرگ را ردیابی و ترسیم می‌کرد».
او برای این کار خود بسیار سفر می‌کرد و حتی در زمان ناصرالدین شاه که در ایران بیماری وبا شیوع پیدا کرده بود، به ایران سفر کرد.
در آن زمان، مثل دوره کنونی، چندان به محدودیت‌های قرنطینه توجه نمی‌شد و کسی از آن سخن نمی‌گفت. اساساً در اغلب موارد، همه‌گیری‌ها دیر تشخیص داده می‌شد و برای کنترل آن دیر اقدام می‌شد.
آدرین پروست به هند و مصر و شبه‌جزیره عربستان هم رفت. در زمان او، چندین سال پیاپی در مکه، بیماری‌های مسری به ویژه وبا شیوع پیدا کرد. وجود چاه زمزم و دفن قربانی در منا، منشأ این بیماری‌های مسری بود. ضمن آن‌که گرمای هوا و نبود امکانات بهداشتی و تجمع زائران از کشورهای گوناگون، به انتقال بیماری و گسترش آن منجر می‌شد.
آدرین پروست، به دلیل تخصصش، مأمور تهیه گزارشی در این زمینه شد و در سال ۱۸۹۳ به بررسی وضعیت بهداشتی زائران در مکه پرداخت.
او همچنین در زمینه بهداشت حمل‌ونقل به‌ویژه حمل‌ونقل دریایی تحقیق کرد. در آن زمان، بخش عمده صادرات و واردات از طریق دریا انجام می‌شد و تحقیقات آدرین پروست از این نظر بسیار مهم بود.
پروست تلاش بسیاری کرد تا اصول بهداشتی در این زمینه را به دولت فرانسه و همچنین دیگر کشورها، به‌ویژه عثمانی و بریتانیا بقبولاند و دولت‌ها را در جهت فراگیری و هماهنگی این اصول مجاب کند. در آن دوره، بخش مهمی از تجارت بریتانیا با هند بود که معدن بیماری‌های مسری به‌شمار می‌رفت.
دو چالش بزرگی که اکنون مطرح است، یعنی چالش بهداشتی و چالش اقتصادی، آن زمان نیز مطرح بود و در اغلب موارد رودرروی یکدیگر قرار می‌گرفت. آدرین پروست تلاش داشت که ضمن توجه به تداوم تجارت‌ها، اصول بهداشتی نیز فراموش نشود.
همچنین آنچه این روزها دولت‌ها و رسانه‌ها برای مقابله با شیوع ویروس کرونا توصیه می‌کنند، از بسته شدن مرزها تا شستن دست‌ها، همه به صورت جزئی و مستند در آثار آدرین پروست ذکر شده‌است.
آدرین پروست تا زمان مرگش در سال ۱۹۰۳، در همه کنفرانس‌های بین‌المللی دربارهٔ بیماری‌های همه‌گیر شرکت می‌کرد و نظریه‌هایش در زمینه بهداشت جهانی را شرح می‌داد. کتاب «پیمان بهداشت» که کمی پیش از مرگش منتشر شد، بیانگر همین تلاش‌هاست.
او در پاریس درگذشت و در گورستان پرلاشز به خاک سپرده شد؛ جایی که نوزده سال بعد، پسرش مارسل نیز در آن آرمید.
مارسل پروست، بعد از مرگ پدرش، از شخصیت او در نوشتن رمان «در جستجوی زمان از دست رفته» بهره گرفت. می‌توان پدر مارسل را در شخصیت دکتر کوتار، در جلد «طرف خانه سوانِ» این رمان دید. با این حال مارسل هرگز رابطه‌ای را که میان روبر و پدرش برقرار بود، تجربه نکرد و نقش مادر در زندگی او پررنگ‌تر بود.
همچنین آدرین پروست، بعد از مرگش، بر برخی از نویسندگان بزرگ فرانسوی نیز تأثیرگذار بود. آلبر کامو برای دانستن سازوکار همه‌گیری‌ها و آمادگی برای نوشتن رمان معروف «طاعون»، از آثار و تحقیقات آدرین پروست به‌ویژه کتاب «دفاع از اروپا در برابر طاعون» بسیار استفاده کرد.
چهار سال پس از مرگ آدرین پروست، در ۱۹۰۷، دفتر بین‌المللی بهداشت عمومی شکل گرفت که او برای تأسیس آن بسیار کوشیده بود.
آدرین پروست با این‌که متخصص شیوه‌های گوناگون قرنطینه و فاصله‌گذاری بود، عمیقاً به روح جامعه و زندگی جمعی اعتقاد داشت. او اساساً شکوفایی انسانیت را در اجتماع جستجو می‌کرد و به همین دلیل به فکر بهداشت جمعی بود، آن هم نه در سطح محلی و ملی بلکه در اندازه بین‌المللی و جهانی.
او حتی به پسرش مارسل پروست نیز که آسم شدیدی داشت، توصیه نکرد که منزوی شود و خود را در اتاقی حبس کند. تجویز آدرین برای پسرش، بیشتر انجام ورزش و تهویه مرتب اتاق با بازگذاشتن پنجره‌ها بود.
اما مارسل ترجیح می‌داد به توصیه مادرش عمل کند که می‌گفت بیرون نرود و در اتاقی حبس شود. او اگر سفر هم می‌کرد، در اتاق هتل می‌ماند. این نویسنده بخش عمده پایانی زندگی خود را در انزوا گذراند و در همین انزوا بود که رمان سترگش را نوشت.
مارسل پروست در نامه‌نگاری نیز، مثل رمان‌نویسی، قلمی روان و نویسا داشت، اما به خاطر وسواس شدیدی که پیدا کرده بود، و برخلاف نظر پدرش، همه نامه‌هایی را که به دستش می‌رسید با محلول فرمالدئید ضدعفونی می‌کرد؛ محلولی با بوی شدید که خودش عامل تحریک‌کننده مشکلات تنفسی مارسل پروست بود…

## بررسی
آدرین پروست، پزشک و عضو آکادمی پزشکی فرانسه، حدود ۲۰ عنوان کتاب و رساله دربارهٔ همه‌گیری‌ها و مسیر گسترش و ردیابی آن‌ها نوشت که معروف‌ترین آن‌ها کتاب «مقاله دربارهٔ بهداشت بین‌المللی» است. این کتاب که موضوع آن بایدهای بهداشتی برای مهار بیماری‌های واگیر به‌ویژه در آسیاست، در سال ۱۸۷۳ منتشر شد.
او در دوران کار حرفه‌ای خود، یعنی نیمه دوم قرن نوزدهم، به شهرت رسید و حتی آوازه‌اش به کشورهای دور هم رسید، اما بعداً این سرشناسی بین‌المللی، زیر سایه شهرت فرزندش، مارسل، قرار گرفت که دنیا او را به عنوان نویسنده رمان «در جستجوی زمان از دست رفته» می‌شناسد. هرچند، پروست پدر در زمان انتشار این کتاب زنده نبود تا آن را بخواند.

آدرین پروست از خانواده‌ای مسیحی برآمد و با یک زن یهودی ازدواج کرد، اما خودش به هیچ دینی باور نداشت و از نظر سیاسی نیز جمهوری‌خواه بود. او به غیر از مارسل، پسر دیگری نیز به نام روبر داشت که دو سال بعد از مارسل به دنیا آمد. روبر راه پدر را رفت و جراح شد.
روبر پروست هرگز به شهرت و اعتبار پدرش دست نیافت، اما در جریان جنگ جهانی اول، خدمات بسیاری به مردم کشورش کرد. همچنین بعد از مرگ برادر بزرگ‌ترش، مسئولیت انتشار جلدهای باقی‌مانده از رمان «در جستجوی زمان از دست رفته» را به دست گرفت و از این نظر نیز دِین مهمی به گردن ادبیات فرانسه و جهان دارد.
مشخص نیست که آدرین پروست به کدام نویسندگان زمان خودش علاقه داشت، اما آنچه او در زندگی طی کرد، تجسم برخی شخصیت‌های داستان‌های آن دوره است؛ کسانی که از شهرستان با دست خالی به پاریس می‌آمدند و با رشد در پایتخت، به طبقات بالای جامعه راه می‌یافتند.
دکتر دسپلان، شخصیت پزشک رمان «کمدی انسانی» و شخصیت هوراس بیانشون در رمان «باباگوریو» هر دو نوشته بالزاک این گونه‌اند. نظیر چنین شخصیت‌هایی در آثار امیل زولا، نویسنده رمان «دکتر پاسکال»، فراوان است.

## جوایز
وی همچنین برندهٔ جوایزی همچون لژیون دونور (فرمانده) شده‌است.

## یادداشت
1. ↑  پنوموتوراکس ایدیوپاتیک